# Paul Arnold Wiegert
| 172996 Stooke           | 25 maggio 2006   |
| 199763 Davidgregory     | 1º maggio 2006   |
| 204786 Wehlau           | 25 maggio 2006   |
| 229280 Sica             | 16 gennaio 2005  |
| 233472 Moorcroft        | 25 maggio 2006   |
| 236616 Gray             | 1º maggio 2006   |
| 254422 Henrykent        | 9 novembre 2004  |
| 261930 Moorhead         | 25 maggio 2006   |
| 262536 Nowikow          | 26 ottobre 2006  |
| 263251 Pandabear        | 6 gennaio 2008   |
| 273230 de Bruyn         | 1º maggio 2006   |
| 273262 Cottam           | 25 maggio 2006   |
| 277883 Basu             | 1 maggio 2006    |
| 281067 Barmby           | 25 maggio 2006   |
| 282630 Caroljones       | 3 settembre 2005 |
| 290156 Houde            | 27 agosto 2005   |
| 290181 Sigut            | 3 settembre 2005 |
| 291824 Cami             | 25 maggio 2006   |
| 292856 Peeters          | 26 ottobre 2006  |
| 298762 Sarahgallagher   | 26 aprile 2004   |
| 299518 Metchev          | 2 febbraio 2006  |
| 299631 Kayliegreen      | 1º maggio 2006   |
| 304122 Ameliawehlau     | 1º maggio 2006   |
| 497593 Kejimkujik       | 1º maggio 2006   |
| 524522 Zoozve           | 11 novembre 2002 |
| 613419 Lafayettequartet | 1º maggio 2006   |
| 616184 Malahat          | 5 agosto 2005    |
| 662131 Kierancarroll    | 24 ottobre 2005  |
| 701781 Dougjohnstone    | 4 agosto 2005    |
| (706765) 2010 TK7       | 1 ottobre 2010   |
| 741306 Marshallmccall   | 25 ottobre 2005  |
| 741444 Abbasi           | 4 gennaio 2006   |

Paul Arnold Wiegert (1967) è un astronomo canadese. Lavora all'Università dell'Ontario Occidentale.
Il Minor Planet Center gli accredita le scoperte di ottantasette asteroidi, effettuate tra il 2003 e il 2008, in parte in collaborazione con Amanda Papadimos e la cosoperta della cometa periodica 351P/Wiegert-PANSTARRS.
Ha inoltre contribuito a determinare le orbite di 3753 Cruithne, il primo asteroide che fu accertato essere in risonanza orbitale con la Terra, di 524522 Zoozve, il primo asteroide in risonanza orbitale con Venere, e di (706765) 2010 TK7, il primo asteroide troiano della Terra.
Gli è stato dedicato l'asteroide 15068 Wiegert.